# 熱帶風暴蒲公英 (2010年)
熱帶風暴蒲公英（英語：Tropical Storm Mindulle；國際編號：1005；JTWC：WP062010）為2010年太平洋颱風季第五個形成的熱帶氣旋。
「蒲公英」這個名字是由朝鮮所提供，意即蒲公英這種花。台灣翻譯為「敏督利」。

## 發展歷史
早於8月17日，一個廣闊低壓區於菲律賓呂宋東北面形成，當時此低壓區由於一直受西太平洋和中國東南部的高壓脊影響而一直在呂宋海峽停留不動。在8月18日，中國東南部的高壓區出現弱勢，中國華南地區開始出現驟雨天氣，令它開始採取一個偏西的方面移動，但當時也同時受南海北部一個較強的的垂直風切變影響而一直未見有轉化為熱帶氣旋的跡象。但此低壓區並未有因為而消散，反而其暴風圈繼續擴大。其後在8月20日，影響南海北部的垂直風切變開始呈現弱勢，令此低壓區進入南海後被日本氣象廳為此低壓區定為一熱帶擾動。並於8月21日午夜12時被日本氣象廳升格為熱帶低氣壓，當時它已經移至南海北部，約東沙群島一帶。
8月22日上午8時，香港天文台也為此低壓區升格為一熱帶低氣壓，當時它已經在香港以南約670公里，也就是進入香港800公里範圍內。但由於此熱帶低氣壓的強度相當弱，而其暴風圈只集中在南海中部，未為香港帶來即時的惡劣天氣，只是香港南部水域有輕微湧浪，故未有令香港天文台發出一號戒備信號。
而美國聯合颱風警報中心於8月22日下午時分才為此熱帶氣旋定格為一熱帶低氣壓，為該局在西太平洋發出之第6個熱帶氣旋警告（06W）。
蒲公英於8月23日上午增強為熱帶風暴，預計大致移向北部灣，同日晚間香港天文台及中國中央氣象台把蒲公英升格為強烈熱帶風暴。8月24日，聯合颱風警報中心為它發出最後警告。8月25日上午，香港天文台及日本氣象廳均先後降格它為熱帶低氣壓及低壓區。

## 影響

### 越南
這次熱帶風暴蒲公英的登陸並沒有對越南當地造成任何的傷亡。

### 中國海南島
中國氣象局表示，熱帶風暴蒲公英在登陸越南前會略為經過一些少許的外圍雲系與海南島擦身而過。

### 菲律賓
在8月23日當晚在馬尼拉的公車挾持事件中，剛好因為受到熱帶風暴蒲公英的外圍雲系影響下，菲律賓警察的攻堅行動也受到間接的影響。

### 香港
8月22日早上8時，香港天文台也為此低壓區升格為一熱帶低氣壓，當時它已經在香港以南約670公里，也就是進入香港800公里範圍內。但由於此熱帶低氣壓的強度相當弱，而其暴風圈只集中在南海中部，未為香港帶來即時的惡劣天氣，只是香港南部水域有輕微湧浪，故未有令香港天文台發出熱帶氣旋警告信號。不過受其外圍雨帶影響，香港在隨後一兩日有驟雨。

## 熱帶氣旋警告使用記錄
| 广西自治区氣象台 {{{警告系統}}} | 广西自治区氣象台 {{{警告系統}}} | 广西自治区氣象台 {{{警告系統}}} |
| ------------------------------- | ------------------------------- | ------------------------------- |
| 上一熱帶氣旋                    | 颱風藍色預警信號                | 下一熱帶氣旋                    |
| 颱風燦都 (2010年)               | 颱風藍色預警信號                | 熱帶風暴海馬 (2011年)           |

| 海南省氣象台 {{{警告系統}}} | 海南省氣象台 {{{警告系統}}} | 海南省氣象台 {{{警告系統}}} |
| --------------------------- | --------------------------- | --------------------------- |
| 上一熱帶氣旋                | 颱風藍色預警信號            | 下一熱帶氣旋                |
| 颱風燦都 (2010年)           | 颱風藍色預警信號            | 熱帶風暴海馬 (2011年)       |